# Douglas Douglas-Hamilton, XIV duca di Hamilton
Douglas Douglas-Hamilton, XIV duca di Hamilton e XI duca di Brandon (Londra, 3 febbraio 1903 – Edimburgo, 30 marzo 1973) è stato un nobile e ufficiale scozzese.

## Biografia

### Infanzia ed educazione
Era il figlio di Alfred Douglas-Hamilton, XIII duca di Hamilton, e di sua moglie, Nina Poore. Studiò a Eton e al Balliol College di Oxford, dove faceva parte del club di pugilato, vincendo il Scottish Amateur Middleweight. Ha inoltre rappresentato il club di canottaggio.

### Matrimonio
Sposò, il 2 dicembre 1937 a Edimburgo, lady Elizabeth Percy (1916-2008), figlia di Alan Percy, VIII duca di Northumberland. Ebbero cinque figli.

### Duca di Hamilton

Stemma dei Duchi di Hamilton

Nel 1940 succedette al padre nel ducato. Fu deputato il Partito Unionista per il collegio di East Renfrewshire (1935-1940). Nel 1935 con lo scopo di vivere come i suoi dipendenti, lavorò per un certo tempo nelle sue miniere di carbone sotto il nome di "Mr. Hamilton".

### Carriera militare
Si interessò al volo sin da giovane e servì nella Royal Auxiliary Air Force (RAuxAF) diventando il più giovane caposquadriglia della sua compagnia, comandante del 602º squadrone (1927-1936), è stato coinvolto in uno dei voli aeronautici più ambiziosi del primo Novecento, la Houston-Mount Everest Expedition, la prima indagine dettagliata e scientifica della regione dell'Himalaya. Indirettamente, la spedizione ha portato alla formazione della Scottish Aviation Ltd (ora parte di BAE Systems).

### Seconda guerra mondiale
Allo scoppio della seconda guerra mondiale riprese il suo incarico, con il grado di Air Commodore. È stato responsabile per la difesa aerea in Scozia prendendo il comando dell'Air Training Corps.
Partecipò alle Olimpiadi 1936 a Berlino. Appassionato sportivo, volò con il suo aereo in Germania dove era un membro di un gruppo parlamentare multipartitico che era stato invitato a nella capitale per osservare i giochi del governo tedesco.
A Berlino partecipò a numerose cerimonie, tra cui una grande cena per il contingente britannico offerta da Joachim von Ribbentrop, l'ambasciatore tedesco in Gran Bretagna e in seguito ministro degli esteri, nel corso della quale fu presentato a Hitler e agli altri membri principali del governo nazionalsocialista.
Fu invitato da Hermann Göring a visitare la Luftwaffe, per il suo interesse professionale nel settore dell'aviazione.
Il 10 maggio 1941 Rudolf Hess si paracadutò in Scozia con lo scopo di incontrare il duca ed elaborare un trattato segreto di pace. Atterrò vicino Eaglesham, alle 22:34, e disse di chiamarsi "Alfred Horn" e di essere un amico del duca di Hamilton. Tuttavia venne portato in ospedale per le ferite riportate durante l'arrivo. Hamilton venne informato del prigioniero e gli fece visita, venendo da lui a conoscenza della sua vera identità. Hamilton contattò immediatamente Winston Churchill e lo informò dell'arrivo di un uomo del Führer. Hess fu imprigionato dalle autorità britanniche fino alla fine della guerra e processato durante il processo di Norimberga.

### Ultimi anni e morte
Venne nominato consigliere privato e Lord Steward of the Household. Fu rettore dell'Università di St. Andrews (1948-1973) e membro della Royal Company of Archers.
Fu anche Lord High Commissioner to the General Assembly of the Church of Scotland (1953-1954 e 1955-1958) e il presidente della Hamilton Academy FP (ex allievi) Rugby Club (1946-1955).
Il Duca di Hamilton morì il 30 marzo 1973 a Edimburgo.

## Discendenza
Dal matrimonio tra Douglas Hamilton e lady Elizabeth Percy nacquero:
- Lord Angus Douglas-Hamilton, XV duca di Hamilton (13 settembre 1938-5 giugno 2010);
- Lord James Douglas-Hamilton, barone Selkirk (31 luglio 1942), sposò Priscilla Susan Buchan, ebbero quattro figli;
- Lord Hugh Malcolm Douglas-Hamilton (22 agosto 1946-21 giugno 1995), sposò June Mary Curtis, ebbero due figlie;
- Lord Patrick George Douglas-Hamilton (2 agosto 1950), sposò Cecilia Usher, ebbero una figlia;
- Lord David Stephen Douglas-Hamilton (26 dicembre 1952).

## Ascendenza
|                                                   |                          |                             | Genitori                               |  |  | Nonni |  |  | Bisnonni                     |  |  | Trisnonni                 |  |
|                                                   |                          |                             |                                        |  |  |       |  |  | 8. Augustus Douglas-Hamilton |  |  | 16. hon. Charles Hamilton |  |
|                                                   |                          |                             |                                        |  |  |       |  |  | 8. Augustus Douglas-Hamilton |  |  | 16. hon. Charles Hamilton |  |
|                                                   |                          | 17. Lucretia Prosser        |                                        |  |  |       |  |  | 8. Augustus Douglas-Hamilton |  |  |                           |  |
| 4. Charles Henry Douglas-Hamilton                 |                          |                             |                                        |  |  |       |  |  | 8. Augustus Douglas-Hamilton |  |  |                           |  |
|                                                   |                          | 9. Maria Catherine Hyde     | 18. John Hyde                          |  |  |       |  |  |                              |  |  |                           |  |
|                                                   |                          | 9. Maria Catherine Hyde     | 18. John Hyde                          |  |  |       |  |  |                              |  |  |                           |  |
|                                                   |                          | 9. Maria Catherine Hyde     | 19. Mary Seymour                       |  |  |       |  |  |                              |  |  |                           |  |
| 2. Alfred Douglas-Hamilton, XIII duca di Hamilton |                          | 9. Maria Catherine Hyde     |                                        |  |  |       |  |  |                              |  |  |                           |  |
|                                                   |                          | 10. rev. Justly Hill        | 20. William Hill                       |  |  |       |  |  |                              |  |  |                           |  |
|                                                   |                          | 10. rev. Justly Hill        | 20. William Hill                       |  |  |       |  |  |                              |  |  |                           |  |
|                                                   |                          | 10. rev. Justly Hill        | 21. Elizabeth Popham                   |  |  |       |  |  |                              |  |  |                           |  |
| 5. Elizabeth Anne Hill                            |                          | 10. rev. Justly Hill        |                                        |  |  |       |  |  |                              |  |  |                           |  |
|                                                   |                          | 11. Jane Helen Shute        | 22. Samuel Shute                       |  |  |       |  |  |                              |  |  |                           |  |
|                                                   |                          | 11. Jane Helen Shute        | 22. Samuel Shute                       |  |  |       |  |  |                              |  |  |                           |  |
|                                                   |                          | 11. Jane Helen Shute        | 23. Henrietta Anna Margarette Gwyn     |  |  |       |  |  |                              |  |  |                           |  |
| 1. Douglas Douglas-Hamilton, XIV duca di Hamilton |                          | 11. Jane Helen Shute        |                                        |  |  |       |  |  |                              |  |  |                           |  |
|                                                   | 12. Robert Montagu Poore | 24. John Montagu Poore      |                                        |  |  |       |  |  |                              |  |  |                           |  |
|                                                   | 12. Robert Montagu Poore | 24. John Montagu Poore      |                                        |  |  |       |  |  |                              |  |  |                           |  |
|                                                   | 12. Robert Montagu Poore | 25. Elizabeth Chauncy       |                                        |  |  |       |  |  |                              |  |  |                           |  |
| 6. Robert Poore                                   | 12. Robert Montagu Poore |                             |                                        |  |  |       |  |  |                              |  |  |                           |  |
|                                                   |                          | 13. Anna Maria Massy-Dawson | 26. James Hewitt Massy-Dawson          |  |  |       |  |  |                              |  |  |                           |  |
|                                                   |                          | 13. Anna Maria Massy-Dawson | 26. James Hewitt Massy-Dawson          |  |  |       |  |  |                              |  |  |                           |  |
|                                                   |                          | 13. Anna Maria Massy-Dawson | 27. Eliza Jane Dennis                  |  |  |       |  |  |                              |  |  |                           |  |
| 3. Nina Mary Benita Poore                         |                          | 13. Anna Maria Massy-Dawson |                                        |  |  |       |  |  |                              |  |  |                           |  |
|                                                   |                          | 14. lord Armar Lowry-Corry  | 28. Armar Lowry-Corry, I conte Belmore |  |  |       |  |  |                              |  |  |                           |  |
|                                                   |                          | 14. lord Armar Lowry-Corry  | 28. Armar Lowry-Corry, I conte Belmore |  |  |       |  |  |                              |  |  |                           |  |
|                                                   |                          | 14. lord Armar Lowry-Corry  | 29. lady Harriet Hobart                |  |  |       |  |  |                              |  |  |                           |  |
| 7. Juliana Lowry-Corry                            |                          | 14. lord Armar Lowry-Corry  |                                        |  |  |       |  |  |                              |  |  |                           |  |
|                                                   |                          | 15. Elizabeth Massy-Dawson  | 30. James Hewitt Massy-Dawson (= 26)   |  |  |       |  |  |                              |  |  |                           |  |
|                                                   |                          | 15. Elizabeth Massy-Dawson  | 30. James Hewitt Massy-Dawson (= 26)   |  |  |       |  |  |                              |  |  |                           |  |
|                                                   |                          | 15. Elizabeth Massy-Dawson  | 31. Eliza Jane Dennis (= 27)           |  |  |       |  |  |                              |  |  |                           |  |
|                                                   |                          | 15. Elizabeth Massy-Dawson  |                                        |  |  |       |  |  |                              |  |  |                           |  |